# Лотарингия (герцогство)
Лотари́нгия (фр. Lorraine, нем. Lothringen) — герцогство, располагавшееся на северо-востоке современной Франции. До 1766 года входило в состав Священной Римской империи. В настоящее время территория Лотарингии вместе с некоторыми другими землями входит в состав французского региона Гранд-Эст, Германии, Люксембурга, Бельгии и Нидерландов.

## Герб
Герб герцогства представляет собой щит, в золотом поле которого червлёная перевязь, обременённая тремя серебряными алерионами. Согласно легенде, при осаде Иерусалима во время Первого крестового похода (1099) Готфрид Бульонский, герцог Нижней Лотарингии, увидел на башне Давида трёх орлов и убил их одним броском копья. В память об этом событии он якобы и взял себе герб, до сих пор сохраняющийся в качестве герба Лотарингии в составе Франции.

## История

### Земли Лотарингии приМеровингах
В римское время территория будущей Лотарингии входила в состав провинции Белгика. Во время франкской колонизации Лотарингия входила в рипуарскую и алеманскую сферы влияния. При Хлодвиге I первоначальная граница его королевства проходила по Маасу с севера на юг. После смерти Хлодвига Лотарингия вошла в состав королевства со столицей в Меце (будущая Австразия), доставшегося Теодориху I.

Раздел Франкской империи по Верденскому договору
Королевство Лотаря I
Королевство Людовика II Немецкого
Королевство Карла II Лысого

### Раздел Франкской империи
После завоеваний Карла Великого Лотарингия оказалась в середине его империи, в составе которой оставалась до смерти императора Людовика Благочестивого. В 843 году по Верденскому договору Лотарингия вошла в так называемое «Срединное королевство», доставшееся императору Лотарю I. После его смерти в 855 году произошёл раздел его владений между тремя сыновьями, по которому территория была отдана среднему сыну, Лотарю II, от которого и получила своё название (Lotharii regnum, Lotharingia); при этом разделе она приблизительно совпадала с прежней Австразией, занимая земли между Рейном, Шельдой, Маасом и Соной.

### Королевство Лотарингия
В состав Лотарингского королевства вошли самые известные части каролингской империи. Здесь находился имперский город Ахен, церковные резиденции Кёльн и Трир, а также известные своими виноградниками районы по Рейну и Мозелю. Также в королевство входили Саар, Люксембург, Валлония, Нижний Рейн и юг Нидерландов (области Маастрихт, Эйндховен, Бреда). В 863 году, после смерти своего младшего брата Карла Провансальского, Лотарь наследовал часть его земель (Лион, Вьенн, Гренобль, Оз).

Каролингская империя после раздела королевства Лотаря II по Мерсенскому договору 870 года

После смерти Лотаря II 8 августа 869 года, не оставившего законных наследников, Лотарингия стала предметом раздоров между Западно-Франкским королевством (Францией) и Восточно-Франкским королевством (Германией).
Король Франции Карл II Лысый, узнав о смерти Лотаря, спешно короновался 9 сентября в Меце, ненадолго присоединив королевство к Франции. Но против этого выступил король Германии Людовик II Немецкий, заставив Карла пойти на уступки. 8 августа 870 года Карл II Лысый и Людовик II Немецкий договорились в Мерсене о разделе государства Лотаря II. В результате раздела Срединное королевство было расформировано, а граница между Францией и Германией прошла по бассейну Мозеля.
После смерти Людовика II 28 августа 876 года Карл воспользовался этим, захватив области, уступленные им брату в 870 году. Но сын Людовика II Немецкого, Людовик III Младший, выступил против Карла, разбив армию последнего 8 октября 876 года в сражении при Андернахе. Последовавшая за этим смерть Карла Лысого (6 октября 877 года) и смуты, последовавшие во Франции после смерти Людовика II Косноязычного 10 апреля 879 года, позволили Людовику Младшему в 880 году по Рибмонскому договору присоединить Лотарингию полностью к Германии.
Лотарингская знать не захотела признавать Мерсенский договор и последующее присоединение Лотарингии к Германии. Большинство объединилось вокруг Гуго, сына короля Лотаря II от признанного незаконным второго брака с Вальдрадой. Для достижения своей цели Гуго добился союза с норманнами, выдав свою сестру Гизеллу за викинга Готфрида. Но Гуго попал в плен к Карлу III Толстому, был ослеплён и сослан в аббатство Прюм, где и закончил свои дни.
После низложения в 887 году ненадолго объединившего в своих руках различные части империи Карла Великого Карла III Толстого Лотарингия осталась в составе Германии под управлением Арнульфа Каринтийского.
В 895 году Арнульф восстановил Лотарингское королевство, отдав его своему незаконному сыну Цвентибольду. Но против него выступила знать, которую возглавлял Ренье Длинношеий. Ренье вступил в союз с королём Франции Карлом Простоватым. В результате Цвентибольд был убит в одном из сражений 13 августа 900 года.

### Лотарингия в первой половине X века
После гибели Цвентибольда фактическим правителем Лотарингии стал Ренье Длинношеий. В его жилах текла кровь Каролингов (его мать была дочерью императора Лотаря I), он имел многочисленные владения, рассеянные в Арденнах, Геннегау, Газбенгау, Брабанте и вдоль нижнего течения Мааса, он был светским аббатом нескольких богатых монастырей, благодаря чему пользовался в Лотарингии почти неограниченной властью. Хронисты называли его «missus» (государев посланник), «dux» (герцог), «marchio» (маркграф).
Король Германии Людовик IV Дитя, к которому перешла Лотарингия ввиду отсутствия у Цвентибольда наследников, попытался противопоставить Ренье епископов и франконского графа Гебхарда (ум. 910), которому он в 903 году дал титул герцога Лотарингии, но безуспешно. После смерти Людовика IV Ренье отказался признать нового короля, Конрада Франконского, и присягнул в 911 году королю Франции Карлу III Простоватому. Карл III принял на себя владение Лотарингией, но оставил ей независимость.
После смерти в 915 году Ренье его преемником стал граф Бидгау Вигерих (ум. ок. 921/922), названный пфальцграфом Лотарингии, но большое влияние имел также сын Ренье — Гизельберт (ум. 939), который вскоре поссорился с Карлом Простоватым. Для борьбы с ним он обратился за помощью к королю Германии Генриху I Птицелову. Позже Гизельберт принял участие в восстании Роберта Парижского против Карла Простоватого, в результате которого Роберт стал королём. Однако после смерти Роберта Гизельберт отказался признать его преемника, Рауля Бургундского. В 925 году Гизельберт попытался сблизиться с Раулем, но Генрих Птицелов вступил в Лотарингию с большой армией, покончив с независимостью Лотарингии и заставив аристократию присягнуть ему.
Генрих Птицелов признал Гизельберта герцогом и выдал за него свою дочь Гербергу. После смерти Генриха Гизельберт принес присягу новому королю Германии Оттону I. Но в 938 году Гизельберт присоединился к восстанию Генриха Баварского и Эберхарда Франконского. 2 октября 939 года он погиб в сражении при Андернахе против армии короля Оттона.
Победа позволила Оттону заменить династию, основанную Ренье I. Новым герцогом он назначил своего брата Генриха, участвовавшего в восстании, но прощённого королём. Воспитание единственного сына Гизельберта, Генриха (ум. 943/944), король доверил графу Вердена Оттону (ум. 944). Но уже в 940 году после очередного неудачного восстания своего брата Генриха король Оттон был вынужден назначить герцогом Оттона Верденского, а после его смерти в 944 году — Конрада Рыжего (ум. 955), сделав его также мужем своей дочери.
Конрад довольно быстро привёл к подчинению лотарингскую знать. Он подавил мятеж племянников Гизельберта, которые, опираясь на свой замок в Монсе боролись за наследство своего рода. Однако вскоре Конрад поссорился с королём и в 953 году принял участие в заговоре Лудольфа, старшего сына Оттона I. Но против Конрада выступила недовольная им лотарингская знать, возглавляемая одним из племянников Гизельберта, графом Геннегау (Эно) Ренье III (920—973). В результате Конрад был разбит на берегах Мааса и вынужден бежать. В следующем году Конрад навел на Лотарингию венгров, опустошивших Газбенгау, Намюр и Геннегау.
Король Оттон I не стал дожидаться конца восстания, назначив в 953 году нового герцога. Выбор его пал не на Ренье III, а на своего брата Бруно, который одновременно получил архиепископство Кёльнское, объединив таким образом, духовную и светскую власть.

### Бруно Кёльнский и раздел Лотарингии
Бруно I Великий (ок. 925—965) управлял Лотарингией до самой смерти. Столицей герцогства он сделал Кёльн, ставший при нём культурным центром. При этом Бруно имел огромное влияние на все правительственные дела (он был канцлером Германии с 940 года), так что его считали почти соправителем Оттона.

Лотарингия в X веке

Бруно удалось, после продолжительной борьбы, победить Конрада Рыжего и надолго возвратить спокойствие стране, изнемогавшей от внутренних раздоров партий. Но на Лотарингию предъявлял претензии Ренье III. При этом Бруно после смерти герцога Гуго Великого в 956 году являлся фактическим регентом Франции до самой своей смерти, а король Франции Лотарь, рассматривал Лотарингию как своё наследие.
В 956 году Ренье III захватил часть личных владений Герберги в Лотарингии (её так называемую «вдовью долю»), что вызвало поход Лотаря на Монс, столицу Геннегау. В результате похода Лотарь захватил жену Ренье и двух его сыновей, что позволило Бруно в обмен на заложников заставить Ренье вернуть захваченные земли. Вскоре Ренье вновь восстал, но Бруно совместно с Лотарем подавили бунт. Ренье был захвачен в плен и выдан Оттону I, который в 958 году выслал его на границу Богемии, где он и умер, а его владения были конфискованы. Управление Геннегау император Оттон поручил в июне 958 года Готфриду (ум. 964), сыну пфальцграфа Лотарингии Готфрида. Сыновья Ренье III, Ренье и Ламберт бежали во Францию, где нашли приют при королевском дворе.
В 959 году король Лотарь отказался от своих прав на Лотарингию. Вскоре вспыхнул новый крупный мятеж лотарингской знати, недовольной политикой Бруно, приказавшего разрушать замки сеньоров, промышлявших разбоем, а также обложивший знать крупным налогом. Мятеж возглавил бывший советник Бруно Иммон, сеньор Шевремона. Для подавления мятежа и для сдерживания лотарингцев на будущее, Бруно разделил герцогство на две части: Верхнюю Лотарингию (L. Mosellana) и Нижнюю Лотарингию (L. Mosana). Области Трира, Меца, Туля и Вердена находились в непосредственной зависимости от императора. Во главе каждого герцогства Бруно поставил заместителя с титулом «вице-герцог». Вице-герцогом Верхней Лотарингии стал граф Бара и Меца Фридрих (Ферри) I (ок. 942 — 984), женатый на дочери Гуго Великого, племяннице Бруно. Герцогом Нижней Лотарингии стал граф Геннегау Готфрид. Сам Бруно продолжал сохранять титул герцога Лотарингия до самой смерти.

### Верхняя Лотарингия под управлением Арденской династии

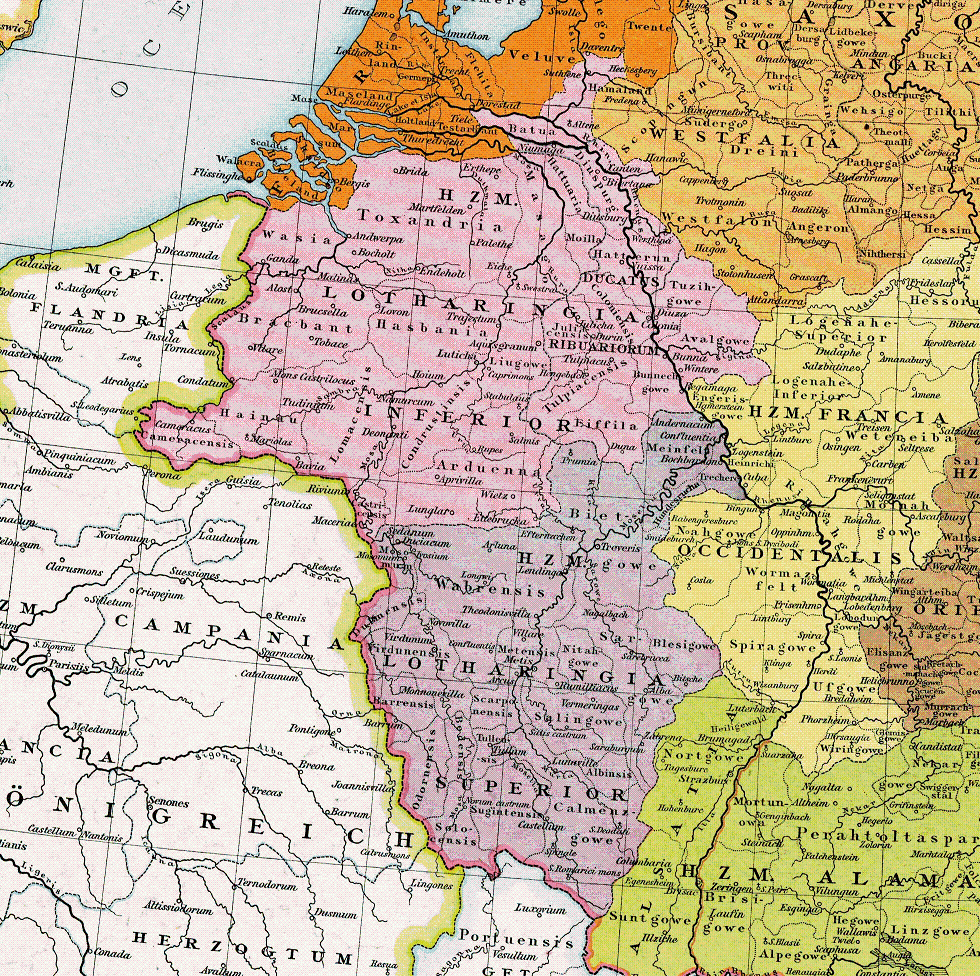
Герцогства Верхняя и Нижняя Лотарингия в 1000 году

Лотарингия на карте Германской империи в 1000 году

Ферри I, женатый на племяннице Бруно и императора Оттона I, был их верным сторонником. Он был сыном пфальцграфа Вигерика. Кроме Лотарингии Ферри владел несколькими графствами (Бар, Шамонтуа, Шарпенье, Сулозуа), что увеличивало его силы. Он построил несколько замков на границе между Францией и Германией.
В 977 году он получил герцогский титул, но вскоре умер, оставив герцогство малолетнему сыну Тьерри (Дитриху) I (965—1026)). До 987 года герцогством управляла его мать Беатрис. Тьерри продолжил политику отца, являясь сторонником императоров. В 1011 году он участвовал на стороне императора Генриха II в борьбе против графов Люксембурга, в 1018 году — в Бургундии в победе над Эдом II де Блуа. В 1019 году он привлек к управлению герцогством своего сына Ферри II (995—1026)).
После смерти императора Генриха II Тьерри и Ферри II присоединились к восстанию герцога Швабии Эрнста II против нового императора Конрада II, но вскоре перешли на сторону императора, признав его власть. Ферри II умер раньше отца, а после смерти в 1026/1027 году Тьерри герцогство унаследовал сын Ферри II, Ферри III (1020—1033), о правлении которого практически ничего неизвестно.
Ферри III детей не оставил. Графство Бар унаследовала его сестра София, а Лотарингию император Конрад отдал родственнику Ферри, герцогу Нижней Лотарингии Гозело I (967—1044), ненадолго объединившего Лотарингию. Гозелло участвовал в войне за Бургундское наследство на стороне императора Конрада против Эда II де Блуа. В ноябре 1037 года он участвовал в битве при Ганоле (между Бар-ле-Дюк и Верденом), в результате которой армия Эда оказалась разбита, а сам он погиб.
После смерти Гозело в 1044 году император Генрих III опять разделил герцогство между его двумя сыновьями. Верхняя Лотарингия досталась Готфриду II Бородатому (ум. 1069), Нижняя Лотарингия — Гозело II (ок. 1008—1046).
Этот раздел вызвал крупное восстание лотарингской знати. К восстанию примкнул и Готфрид Бородатый, стремившийся объединить Лотарингию под своей властью. На то, чтобы подавить восстание, у императора Генриха ушло 2 года. Он лично явился с огромной армией в сопровождении папы Льва IX. Вскоре удалось заключить мир. Но Готфрид был смещен, а на его место был назначен граф Меца Адальберт Эльзасский (ок. 1000—1048).

### Правление Эльзасской и Анжуйской династий

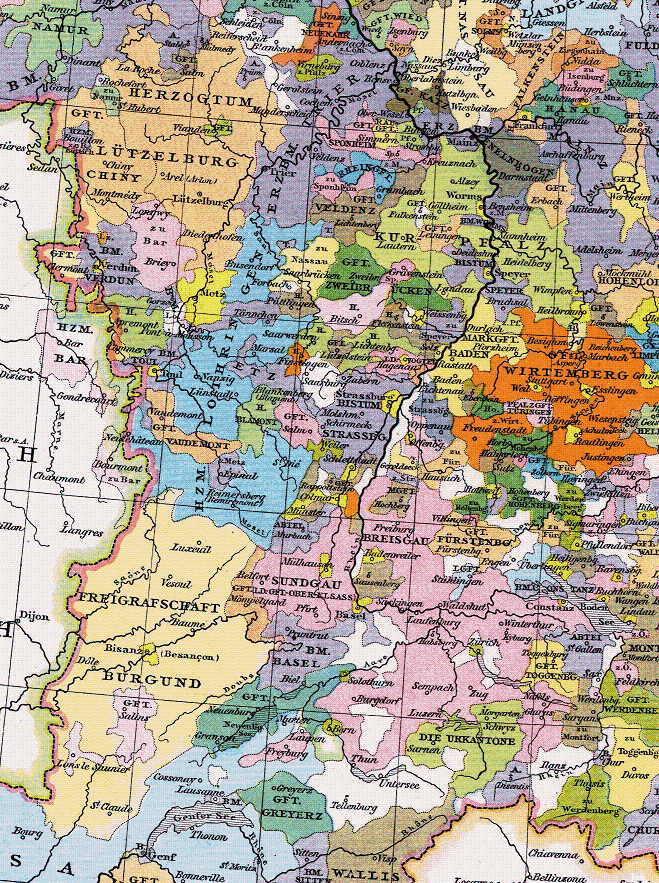
Герцогство Лотарингия в 1400 году

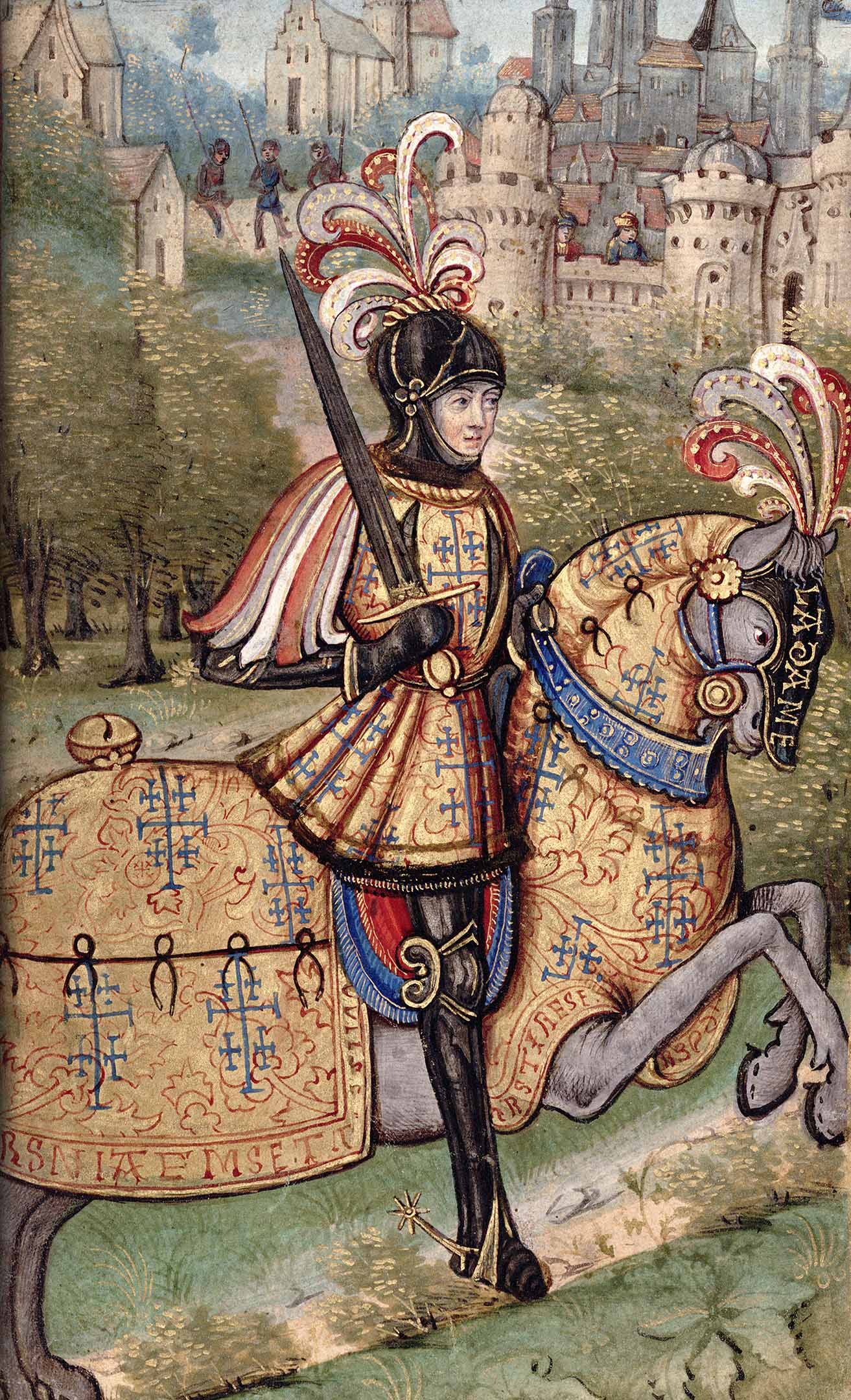
Герцог Рене Лотарингский. Миниатюра из рукописи Пьера де Бларру. 1500 год.

В 1048 году император отдал Верхнюю Лотарингию Герхарду Эльзасскому, родоначальнику Лотарингского дома, прямые представители которого владели Лотарингией до 1431 года. В этом году умер Карл Лотарингский, в звании коннетабля Франции, оставив лишь дочь Изабеллу, вышедшую за Рене Анжуйского. Хотя племянник Карла II, Антуан, граф Водемона, оспаривал права Изабеллы, однако император Сигизмунд отдал герцогство ей и её мужу, с чем и примирился Антуан, женив своего сына Фридриха на Иоланте, дочери Изабеллы и Рене.
В лице внука Рене, Николя, Анжуйский дом пресёкся, и герцогство снова досталось представителю мужской линии лотарингского дома в лице Рене II, сына Фридриха и Иоланты. В его управление Лотарингия была страшно опустошена Карлом Смелым. Наследник Рене II, Антуан, победил восставших крестьян и враждебно относился к Реформации.
Во время малолетства его внука, Карла III, король Франции Генрих II присоединил к Франции Мец, Туль и Верден.
При Карле IV Лотарингия была занята французами (1634 год). Только в 1697 году внук Карла IV, Леопольд-Иосиф-Карл, снова получил страну, на тяжелых условиях. Ему наследовал в 1729 году сын, Франц-Стефан, мать которого, Шарлотта Орлеанская, во время малолетства жестоко притесняла население.

### Присоединение герцогства к Франции
Через несколько лет Франция лишила Франца-Стефана престола и отдала его польскому экс-королю Станиславу Лещинскому. Франц-Стефан, женившийся на Марии-Терезии, дочери императора Карла VI, получил в виде вознаграждения Великое герцогство Тосканское и впоследствии был германским императором под именем Франца I. В лице его сыновей, Иосифа II и Леопольда II, Лотарингский дом занял австрийский престол, принадлежавший ему до падения австрийской монархии. По смерти Станислава в 1766 году Верхняя Лотарингия была включена в состав Франции, навсегда потеряв политическую самостоятельность. О дальнейшей судьбе этой области см. Эльзас-Лотарингия, Франко-прусская война.